# Васьков, Фёдор Иванович (капрал)
 Фёдор Иванович Васьков  (1708—1757) — капрал, в 1741 году содействовал восшествию на престол императрицы Елизаветы Петровны.

## Биография
Родился в 1708 году в Ярославском уезде. Сын дворянина Ивана Петровича Васькова. Службу начал в 1727 году в гренадерской роте Преображенского полка, и в начале 1741 года произведён в капралы. Принял участие в возведении на престол Императрицы Елизаветы Петровны, за что 17 декабря 1741 года взят в лейб-кампанию сначала гренадером, а 31 декабря того же года произведён в вице-капралы. 26 ноября 1746 года Васьков пожалован в капралы. За время службы Васьков участвовал в походах: в 1737 году на приступе под Очаковом, в 1738 году под Бендерами на полевых баталиях и в 1739 году под Хотином.
В 1742 году Васькову как вице-капралу было пожаловано 35 душ крестьян в Пошехонье. Скончался 11 февраля 1757 года. Был женат на Василисе Васильевне, имел детей: сына Николая (1738 служил капралом в Семёновском полку) и дочь Марию.